# Polski Słownik Biograficzny
Polski Słownik Biograficzny (PSB) – wielotomowa publikacja mająca na celu gromadzenie biografii zasłużonych, nieżyjących już osób związanych z Polską (również z Wielkim Księstwem Litewskim, z Rzecząpospolitą Obojga Narodów i ich lennami), mieszkających czy działających w kraju i za granicą – od czasów legendarnego Popiela począwszy aż do roku 2000.
Pierwszy tom został wydany w 1935, a kolejne trzy do roku 1938. Później nastąpiła przerwa do 1946 spowodowana okupacją niemiecką w czasie II wojny światowej i kolejna, po 1949, w okresie stalinizmu w związku z usunięciem ze stanowiska redaktora naczelnego PSB Władysława Konopczyńskiego, związanego politycznie z obozem narodowym. Wydawanie Słownika wznowiono w 1958. Do ok. 2030 planowane jest zakończenie głównej edycji Słownika w ok. 62 tomach, a następnie planuje się wydanie serii suplementów.
Do maja 2025 ukazało się 228 zeszytów PSB zebranych w 56 tomach. Na około 35 tys. stron znalazło się w nich ponad 28,5 tys. biogramów w układzie alfabetycznym od hasła „Abakanowicz Bruno” do „Turowicz Jadwiga”. Obecnie każdy tom obejmuje cztery zeszyty o przybliżonej objętości 160 stron. Do końca 2000 obowiązywała zasada, że w PSB zamieszcza się biogramy osób zmarłych najpóźniej trzy lata przed wydaniem danego tomu, natomiast tomy wydane po roku 2000 zawierają wyłącznie biogramy osób zmarłych najpóźniej 31 grudnia 2000. 

## Realizacja

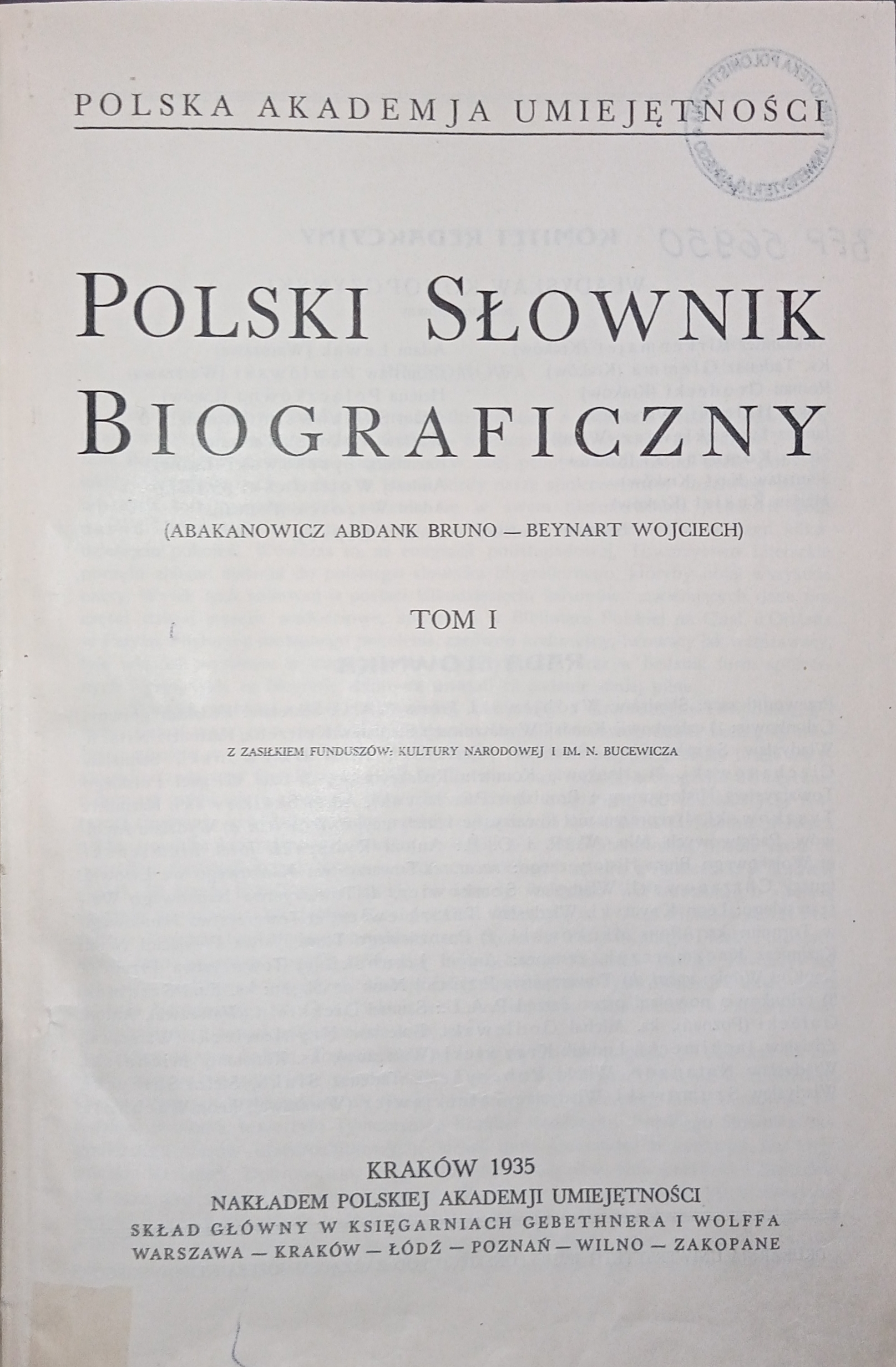
Strona tytułowa I tomu z 1935 roku

PSB został zainicjowany w 1934 przez Polską Akademię Umiejętności (PAU). W 1958 (od t. VII, z. 5) wydawanie przejął Instytut Historii Polskiej Akademii Nauk (PAN), utworzony w 1953. Od 1999 (t. XXXIX, z. 160) PSB jest wspólnym przedsięwzięciem PAN i reaktywowanej w 1989 PAU.
Od 1994 wydawnictwo jest dotowane przez Fundację na rzecz Nauki Polskiej, a od 2009 przez Ministerstwo Nauki i Szkolnictwa Wyższego – od 2012 w ramach Narodowego Programu Rozwoju Humanistyki. W listopadzie 2010 Słownik został objęty honorowym patronatem Sejmu Rzeczypospolitej Polskiej, a w grudniu 2011 Prezydenta Rzeczypospolitej Polskiej.

## Autorzy
W pracę nad każdym tomem Słownika zaangażowanych jest kilkaset osób. Od 1935 w projekcie udział wzięło 4 tys. autorów. Największą liczbę haseł przygotowali Stanisław Tadeusz Sroka (342), Stanisław Konarski (337), Marian Tyrowicz (284), Wacław Szczygielski (226), Stefan Kieniewicz (204), Stanisław Marian Brzozowski (197), Henryk Barycz (186), Rościsław Skręt (175), Julian Samujłło (157), Jan Pachoński (151), Halina Kowalska-Kossobudzka i Adam Przyboś (po 141), Eligiusz Kozłowski (131) i Włodzimierz Dworzaczek (130).

## Redaktorzy naczelni
Inicjatorem w 1931 i pierwszym redaktorem PSB był Władysław Konopczyński (tomy I–VII). W 1949 został zmuszony przez władze do rezygnacji, a wydawnictwo zostało zawieszone. W 1958 ukazał się przygotowany głównie pod redakcją Konopczyńskiego tom siódmy, a nowym redaktorem naczelnym został Kazimierz Lepszy (tomy VIII–X). W 1964 obowiązki przejął Emanuel Rostworowski (redaktor tomów XI–XXXII). Od 1989 do 2002 redaktorem naczelnym był Henryk Markiewicz (tomy XXXIII–XLI). Za jego czasów zostały wydane Uzupełnienia i sprostowania do tomów I–XL – zawierające w szczególności informacje niedopuszczone do druku przez cenzurę czasów PRL (na przykład uściślenie „zm. po 1939” na „zamordowany w Katyniu”).
Od 2003 redaktorem naczelnym jest Andrzej Romanowski, odpowiedzialny za tomy XLII–LV.

## Rada naukowa
Przy pierwotnym komitecie redakcyjnym powołana została w 1934 Rada Słownika. Po wznowieniu w 1957 jej miejsce zajął Komitet Redakcyjny pod przewodnictwem Kazimierza Lepszego, a od 1964 Bogusława Leśnodorskiego. W 1975 Komitet został przekształcony w Radę Naukową (RN) PSB ze Stefanem Kieniewiczem na czele. Po śmierci Kieniewicza obowiązki przejął w 1993 Aleksander Gieysztor, a w 1999 Janusz Tazbir. Po śmierci Tazbira przewodniczącym RN został w 2016 Henryk Samsonowicz. Od 2022 funkcję sprawuje Włodzimierz Mędrzecki.

## Internetowy Polski Słownik Biograficzny
Od 16 grudnia 2014 dostępna jest publicznie edycja internetowa Polskiego Słownika Biograficznego (iPSB), która zawiera 8 tys. wybranych haseł (według stanu z 2024). Oprócz biogramów z PSB w serwisie dostępne są też materiały multimedialne pokazujące realia epoki, kontekst historyczny i kulturowy dotyczący danej postaci. Wydawcą iPSB jest Narodowy Instytut Audiowizualny (NInA).
Od 2022 pod kierunkiem Mariusza Ryńcy opracowywana jest publiczna internetowa baza danych obejmująca 30 tys. uzupełnień do PSB. Jej rekordy podają daty życia, pseudonim, zawód i główne funkcje osoby ze wskazaniem źródeł.